# يوسف العماري
يوسف العماري  (1993 المغرب) هو لاعب كرة قدم مغربي.